# Pakchon
Pakchon (Hán Việt: Bác Xuyên) là một huyện của tỉnh Pyongan Bắc tại Cộng hòa Dân chủ Nhân dân Triều Tiên. Huyện giáp với Taechon ở phía bắc, giáp với Nyongbyon ở phía đông và đông nam, và giáp với Unjon ở phía tây. Ở phía nam, qua sông Chongchon là thành phố Anju và huyện Mudok của tỉnh Pyongan Nam. Năm 1952, 4 myŏn của Pakchon được tách ra để nhập vào huyện Unjon.
Địa hình Pakchon của yếu là đồi núi thấp và đồng bằng, một vài đỉnh núi có độ cao vượt 300 m so với mực nước biển. Đỉnh cao nhất trên địa bàn là Chongryongsan (청룡산, 322 m). Đồng bằng Pakchon Plain trải trên 100 km² dọc theo sông Taeryong và sông Chongchon. Nhiệt độ trung bình năm là 8,8 °C, dao động từ -9,6 °C vào tháng giêng cho đến 23,9 °C vào tháng 8. Lượng mưa trung bình là 1274 mm. Chỉ 30% diện tích huyện là đất rừng, với thông là cây trồng chính, trong khi 50% là đất canh tác.
Pakchon là một trung tâm sản xuất lúa gạo; các cây trồng khác gồm ngô, đỗ tương, lúa mạch và lúa mì. Ngoài ra, ngành chăn nuôi cũng tồn tại và huyện là đơn vị đứng đầu tỉnh Pyongan Bắc về diện tích cây ăn quả. Các tài nguyên khoáng sản bao gồm vàng, bạc và mica. Năm 1991, có tiết lộ về việc một cơ sở hạt nhân nằm tại Pakchon. Đền Simwonsa tại Sangyang-ri được quy định là bảo vật quốc gia 21.
Năm 2008, dân số toàn huyện Pakchon là 98.128 người (46.093 nam và 52.035 nữ), trong đó, dân cư đô thị là 29.277 người (29,8%) còn dân cư nông thôn là 68.851 người (70,2%).